# Ashante Adonis
Tehuti Miles (* 24. November 1992 in Hammonton, New Jersey) ist ein amerikanischer Wrestler. Er steht aktuell bei der WWE unter Vertrag und tritt regelmäßig in dessen Show SmackDown auf.

## Wrestling-Karriere

### Ring of Honor (2018)
Bei den Fernsehaufzeichnungen am 3. November 2018 gab er im Rahmen eines Six-Man-Tag-Team Matches sein Debüt unter dem Ringnamen Elijah King, das Match verlor er jedoch. 2019 trat er erneut bei ROH auf, jedoch verlor er auch hier sein Match gegen Andy Dalton.

### World Wrestling Entertainment (2018–2021)
Im Dezember 2018 begann er sein Training im WWE Performance Center. Am 1. April 2019 gab er sein Debüt bei Raw, dort bestritt er mit Brandon Scott ein Handicap-Match gegen Braun Strowman, dieses verloren sie jedoch. Erst im September 2019 trat er bei NXT auf, bis November musste er eine Niederlagenserie einstecken. So verlor er Matches unter anderem gegen Cameron Grimes, Damian Priest und Arturo Ruas. Am 13. April 2020 bestritt er erneut bei Raw ein Match, diesmal gegen Angel Garza, dieses verlor er ebenfalls. Hiernach trat er vermehrt bei WWE 205 Live auf. Am 4. Mai 2021 wurde er Mitglied im Stable Hit Row, bestehend aus Isaiah Scott, Top Dolla und B-Fab. Am 1. Oktober 2021 wurde das Stable Hit-Row zu SmackDown gedraftet. Am 18. November 2021 wurde er von der WWE entlassen.

### Rückkehr zu World Wrestling Entertainment (seit 2022)
Am 12. August 2022 feierte er bei der SmackDown-Ausgabe seine Rückkehr zur WWE.